# Franca Marino Buccellato
Franca Marino Buccellato (Marsala, 12 maggio 1931 – Marsala, 20 giugno 2019) è stata una politica italiana.

## Biografia
Il padre, Angelo Marino, fu l'ultimo segretario politico del Partito Nazionale Fascista di Marsala.
Fu dirigente del Movimento Sociale Italiano, Consigliere comunale di Marsala e poi consigliere provinciale di Trapani per il MSI, componente della direzione nazionale del suo partito e vice coordinatrice nazionale femminile. Nel 1979 si candidò al Senato per il MSI ma non venne eletta. Entrò invece alla Camera in occasione delle elezioni politiche del 1994 nel proporzionale per Alleanza Nazionale, dove fu segretario della Commissione parlamentare sulla destinazione dei fondi per la ricostruzione del Belice. Non è ricandidata nel 1996.
Nel marzo 2008 lasciò AN e nel 2009 aderì al Popolo della Libertà da cui si dimise nel marzo 2012. Nel 2015 fondò il movimento civico "Progettiamo Marsala" che nel 2017 si avvicinò a #DiventeràBellissima.
È morta nella sua città il 20 giugno 2019.